# Панорама (сатирический сайт)
Информационное агентство «Панорама» — российский сайт сатирических «новостей», функционирующий с 2017 года и известный обилием цитирований со стороны авторитетных и официальных СМИ. Два сооснователя не раскрывают своих имён, однако известно, что помимо них, «новости» (в авторской терминологии — фельетоны) пишут несколько внештатных писателей. Сайт был вдохновлён реальными новостями, которые «без смеха (или слёз, кто как воспринимает) читать нельзя». Название «Панорама» выбрано как самое избитое. Считается аналогом зарубежного агентства юмористических новостей The Onion.

## Стиль
Информационные «сообщения» подаются несколько преувеличенно, но в правдоподобном стиле, в отличие от похожего сайта «Интерсакс» — и только мелкие детали выдают подделку. СМИ, не занимающиеся проверкой фактов, неоднократно цитировали «Панораму». По словам авторов, «Панорама» — тест СМИ на профпригодность: даже если «новость» случайно пройдёт, они должны как минимум извиниться. Первоначально авторы радовались попаданию их сообщений в СМИ, считая это редкими курьёзами, но позже обеспокоились подобной тенденцией, осознав, что крупные СМИ плохо работают с источниками.
На каждой странице заявлено, что новости носят исключительно юмористический характер. Авторы стараются создавать сообщения так, чтобы никому не навредить в случае, если «новость» будет воспринята всерьёз. Было несколько случаев, когда уже готовые материалы не публиковались, поскольку содержали имена реальных людей и могли спровоцировать нападение на них НОД или других экстремистов.
Как писала в ноябре 2021 года Новая газета, статьи «Панорамы» имели тенденцию всё чаще становиться реальностью по прошествии какого-то времени, что обуславливалось радикализацией и деградацией общественно-политической повестки дня, когда размываются границы между реальным и абсурдным.

## Влияние
«Панорама» приобрела большую популярность из-за обилия цитирования среди СМИ и социальных сетей. Их «новости» попадали в такие новостные порталы, как Russia Today, Эхо Москвы, УНИАН, телеканал «Звезда» и т. д., в эфиры на ТВ и радио. Их цитировали политики и медийные личности, среди них телеведущий Владимир Соловьёв (одна из фейковых новостей попала в его ток-шоу), политик Андрей Нечаев, оппозиционер Алексей Навальный, общественный деятель Михаил Ходорковский, журналист Александр Невзоров, политик Антон Геращенко.
Некоторые фейки с сайта провоцировали травлю знаменитых людей. Олимпийская чемпионка Елена Исинбаева подверглась нападкам после публикации «новости» о её назначении в конституционный суд РФ. Также нападке подвергся Анатолий Чубайс со стороны Александра Пушкова, тот обвинял его в желании сделать бесплатное образование только для трёх классов, тем самым называя его лицемером, об этом сообщил «Московский комсомолец», опубликовавший старый материал с сатирического сайта.
Поддельными новостями пользовались мошенники: в 2018 году разлетелась новость о пенсионере, который на «Волге» протаранил внедорожники чиновников и тому грозили сроком 15 лет лишения свободы. Многие неравнодушные люди начали скидываться на адвоката, а в социальной сети ВКонтакте было опубликовано больше тысячи постов с этой новостью со ссылками на кошельки якобы благотворительных фондов.
Также их липовые новости спровоцировали митинг в Архангельске, на который пришло около 20 человек, сходку объявила пенсионерка вычитавшая фейк про Марка Рокфеллера и его назначение гендиректором в ООО «Российская Федерация». Митингующие скандировали о нежелании во власти иметь иностранцев, а также выступали против коррупции во власти и требовали создать дружину, которая будет бороться со взятками.
В 2021 редакторы опубликовали статью об обязанности россиянок рожать до 27 лет и в закреплении данного законодательства в конституции, это спровоцировало панику среди женского сообщества, особую активность проявили феминистки и оппозиционеры, выступавшие против поправок в конституции, данный тезис против поправок активно использовался во время митингов после ареста Навального.
Бывали случаи, когда их выдумки становились реальностью. Сайт опубликовал, что Волка из нового мультика «Ну, Погоди!» озвучит Гарик Харламов, вскоре эту информацию официально подтвердили создатели мультфильма. Также подтвердилась новость об обмене сгоревших путёвок в Турцию на путешествие по России, о включении статьи Путина об «историческом единстве русского и украинского народа», как обязательной теме для занятий по военно-политической обстановке, о создании Алексеем Навальным профсоюза заключённых, о внесении Илона Маска в базу данных Миротворец.
У администрации сайта после некоторых публикаций иногда происходили проблемы с законом. 2 июля 2020 года на сайте вышла «новость» о том, что в Казахстане начнут разработку вакцины от коронавируса на материалах крови бывшего президента Нурсултана Назарбаева. 4 июля доступ к сайту на территории Казахстана заблокировали. В этом же году к Панораме обратилась пресс-служба магазинов «Красное и Белое» — с угрозой обратиться в правоохранительные органы. Они потребовали администрацию сайта удалить материал, где сообщалось, что магазин «Красное и Белое» поблагодарил протестующих в Минске за рекламу сети.
28 октября 2021 года губернатор Петербурга Александр Беглов обратился в полицию после публикации «новости» о повышении стоимости проезда во время локдауна.
В интервью изданию Esquire создатели проекта, отвечая на вопрос о законе о фейках, отмечали, что полной юридической защиты вывешенный на сайте дисклеймер о сатирическом формате новостей не даёт, однако они надеются на то, «что воевать с заведомо сатирическим изданием было бы стыдно».